# César Delgado

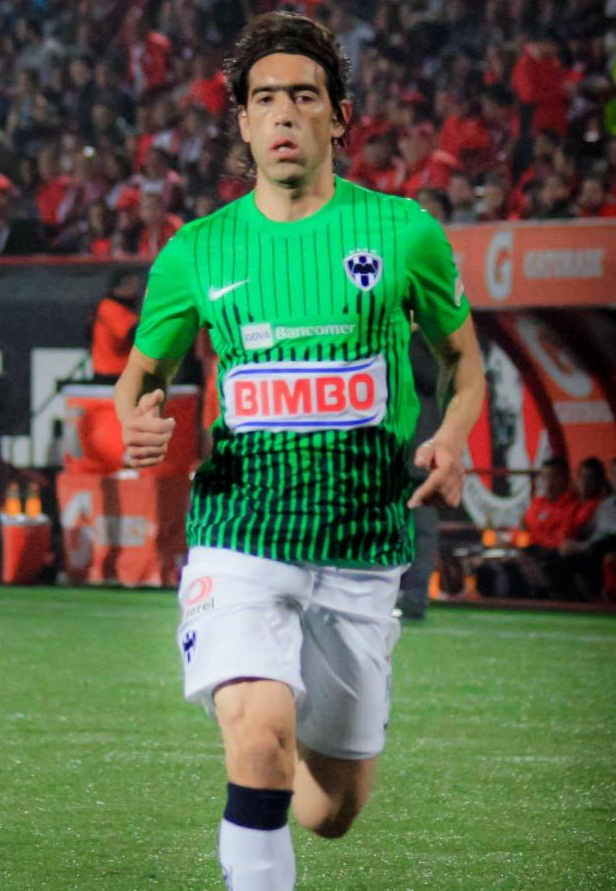
Chelito Delgado.

César Delgado, född den 18 augusti 1981 i Rosario, Santa Fe, är en argentinsk fotbollsspelare som spelat för Rosario Central. Vid fotbollsturneringen under OS 2004 i Aten deltog han det argentinska U23-laget som tog guld. 